# St. Lambertus (Eyb)

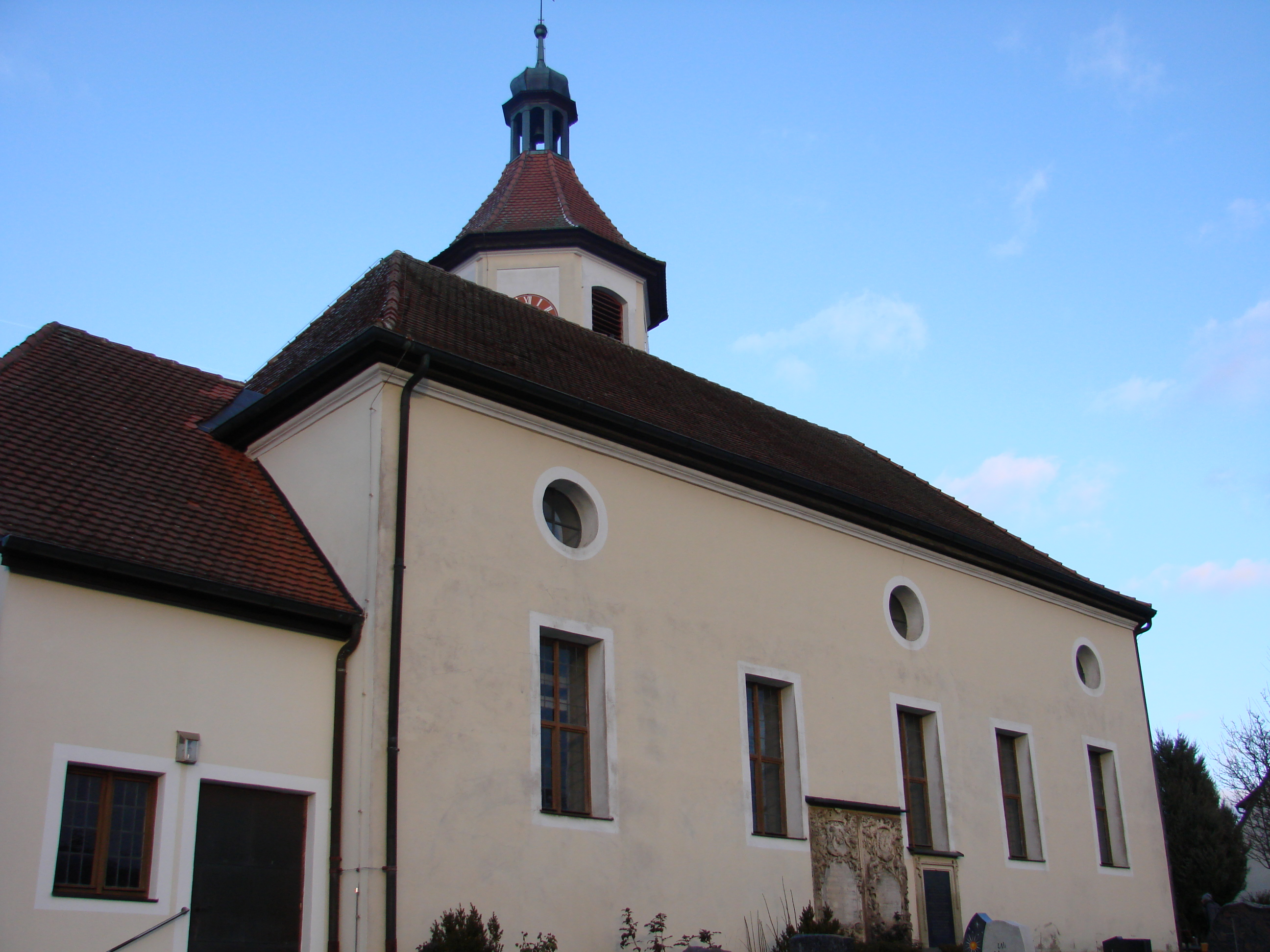
St. Lambertus in Eyb

St. Lambertus ist eine nach dem heiligen Lambert von Lüttich benannte evangelisch-lutherische Kirche in Eyb (Dekanat Ansbach).

## Kirchengemeinde
Laut dem Salbuch der Pfarrei Eyb wurde 1043 ein kleines, viereckiges Käppelein in der Nähe des Stammsitzes der Herren von Eyb errichtet. Nach Georg Rusam war St. Lambertus ursprünglich eine Filiale von St. Alban (Sachsen bei Ansbach), dann eine Eigenkirche der Herren von Eyb. Dagegen spricht aber, dass das Patronatsrecht der Stift St. Gumbertus innehatte. Wahrscheinlicher ist eine Abhängigkeit zu St. Johannis (Ansbach). Seit 1387 war St. Lambertus eine eigenständige Pfarrei, jedoch ohne eigenen Pfarrer. Zu dieser Zeit wurde die Messe von dem Vikar des Sebastianaltares von St. Gumbertus gelesen.
1460 überfiel Herzog Ludwig IX. von Bayern und dessen Verbündete den Ansbacher Markgrafen Albrecht Achilles und zerstörten dabei die Burg und die Kapelle in Eyb. 1480 wurde die Kirche im spätgotischen Stil neu und größer aufgebaut. Sie war mit drei Altären ausgestattet, der Hauptaltar war der Maria geweiht, das Patrozinium blieb weiterhin Lambertus. Der Kirchweihtag war zu dieser Zeit jedoch der Sonntag nach St. Laurentius (10. August).
1528 hielt die Reformation im Ansbacher Land – und damit auch in Eyb – Einzug. Die Kirchenhoheit nach der Reformation hatte das Fürstentum Ansbach inne, die Kirchengemeinde wurde dem neu geschaffenen Dekanat Leutershausen zugeteilt. Auch zu dieser Zeit (1536) wurde die Pfarrei von einem Vikar des St. Gumbertstiftes versorgt. 1563 bekam St. Lambertus mit Caspar Beck einen eigenen Pfarrer, der vor Ort in dem zu gleicher Zeit angekauften Pfarrhaus wohnte.
Von 1635 bis 1658 mussten die Kirchengemeinden St. Alban (Sachsen bei Ansbach), St. Bartholomäus (Brodswinden) und St. Lambertus wegen des Bevölkerungsverlustes durch den Dreißigjährigen Krieg verbunden werden. 1658 erlangte St. Alban wieder die Selbstständigkeit, 1668 schließlich St. Lambertus.
Nach St. Lambertus waren die Orte Aumühle, Schockenmühle und Untereichenbacher Mühle gepfarrt. 1808/09 wurde Kaltengreuth von St. Johannis und Untereichenbach von St. Alban nach St. Lambertus umgepfarrt. Es zählt auch der östliche Teil von Ansbach zur Pfarrei.
Seit 1810 gehört St. Lambertus zum Dekanat Ansbach. Heute ist jeweils der erste Sonntag im August Kirchweihsonntag.

## Kirchengebäude

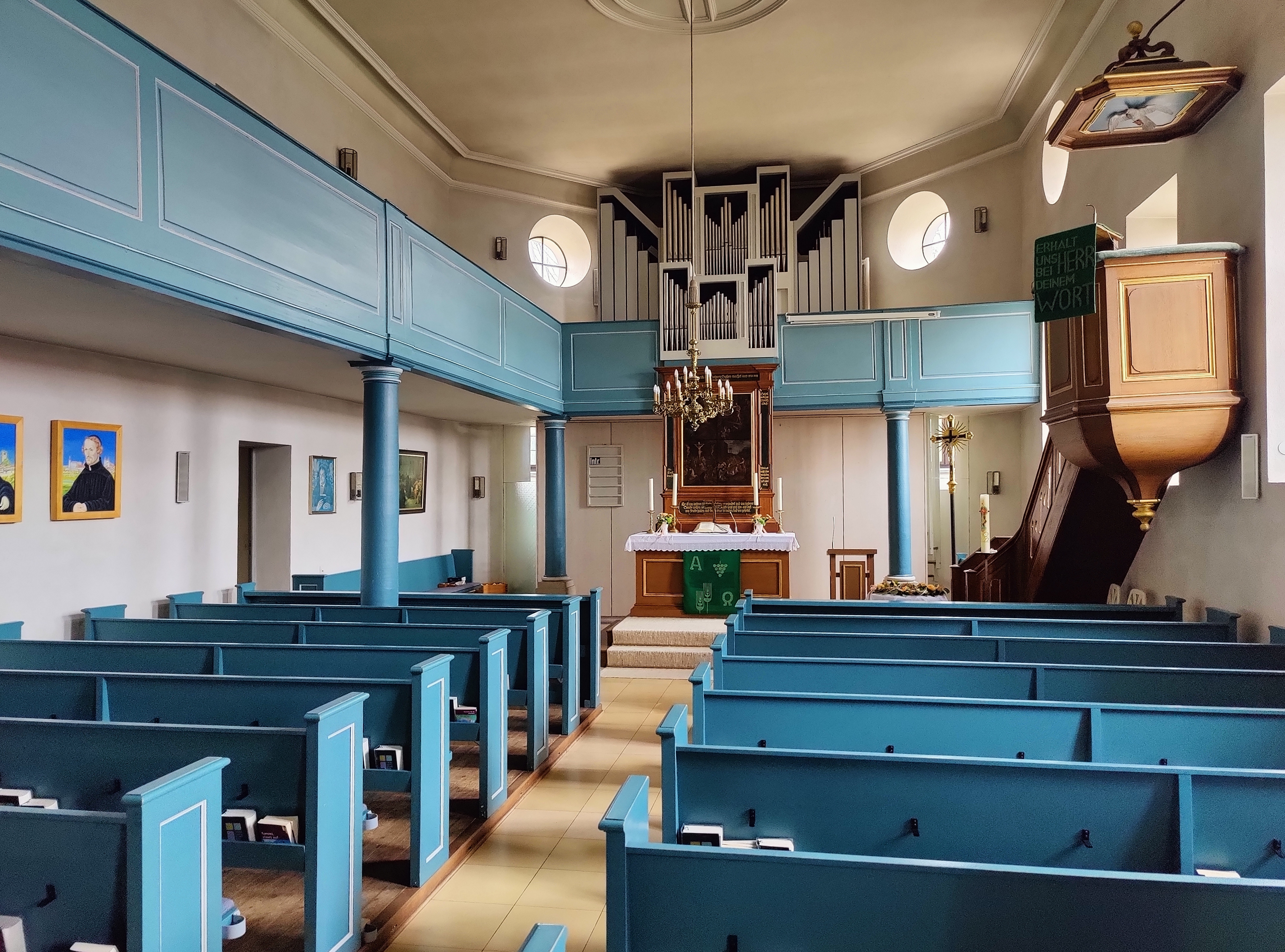
Innenraum (2022)

1749/1750 wurde nach Plänen des markgräflichen Hofbaumeisters Johann David Steingruber die Kirche unter Belassung des alten Turmuntergeschosses im Markgrafenstil neu errichtet. Das Langhaus hat im Osten einen 5/8-Schluss und ein Walmdach. Im Westen schließt sich eine Vorhalle mit Walmdach und Portal an der Südseite an. Das Langhaus hat fünf Achsen von Rechteckfenstern an der Nord- und Südseite, über der ersten, dritten und fünften Achse ein Ochsenauge. An der Südseite sind zwei Grabplatten der Aumüller und Wassergrafen von 1698 und 1739 eingemauert. Die Inschrifttafeln sind mit reicher plastischer Wappen-, Putten- und Laubwerkrahmung versehen. Der 5/8-Schluss des Langhauses hat an der Nord- und Südseite ein Rechteckfenster, darüber ein Ochsenauge, an der Ostseite ist ein einfaches Kruzifix angebracht. Der Turm schließt sich an der Nordseite des Langhauses vor dem 5/8-Schluss an. Er hat im Chorgeschoss einen quadratischen Grundriss. Der kreuzrippengewölbte Chorraum dient heute als Sakristei. Darauf befinden sich zwei Geschosse mit kleinerem oktogonalen Grundriss. Das Glockengeschoss hat an den Seiten abwechselnd Stichbogenschallöffnungen und Ziffernblätter. Die Turmspitze hat einen Laternenabschluss mit welscher Haube. Südlich der Kirche ist – von einer Kirchhofmauer umgeben – ein Teil des Friedhofs. An der westlichen Friedhofsmauer gibt es zwei Grabsteine des 18. Jahrhunderts.
Der einschiffige Saal hat eine Flachdecke mit Rahmenstuck. Eine einfache Empore aus Holz ist an der West-, Nord- und Ostseite eingezogen. Der Altar mit Aufsatz wurde von der Frau des Stadtvogts Grüb gestiftet. Das Altarbild zeigt vier Passionsszenen (Jesus im Gebet im Garten Gethsemane, Jesu Vorführung nach der Geißelung, die Kreuztragung, die Kreuzigung), der Rahmen trägt ausgewählte Bibelworte. Bei der Innenrenovierung im Jahre 1869 wurde der Altar durch einen neuen Altar des Ansbacher Kirchenmalers und Bildschnitzers Franz Herterich ersetzt. 1970 wurde dies rückgängig gemacht und dieser Altar in der Sakristei aufgestellt. 
Die Sieber-Orgel (1940) auf der Empore über dem Altar wurde 1970 durch eine Orgel der Orgelbaufirma Steinmeyer aus Oettingen ersetzt. Sie besitzt 16 Register auf Hauptwerk, Rückpositiv und Pedal.
Aus dieser Zeit stammt auch das Gestühl. Kanzel und Taufstein wurden Ende des 18., Anfang des 19. Jahrhunderts gefertigt. Die Kanzel ist an der Südwand angebracht, der Taufstein steht davor. In der Westvorhalle gibt es ein Epitaph von 1685. 1993/94 wurde die Kirche letztmals renoviert.